# Nová Bohyně

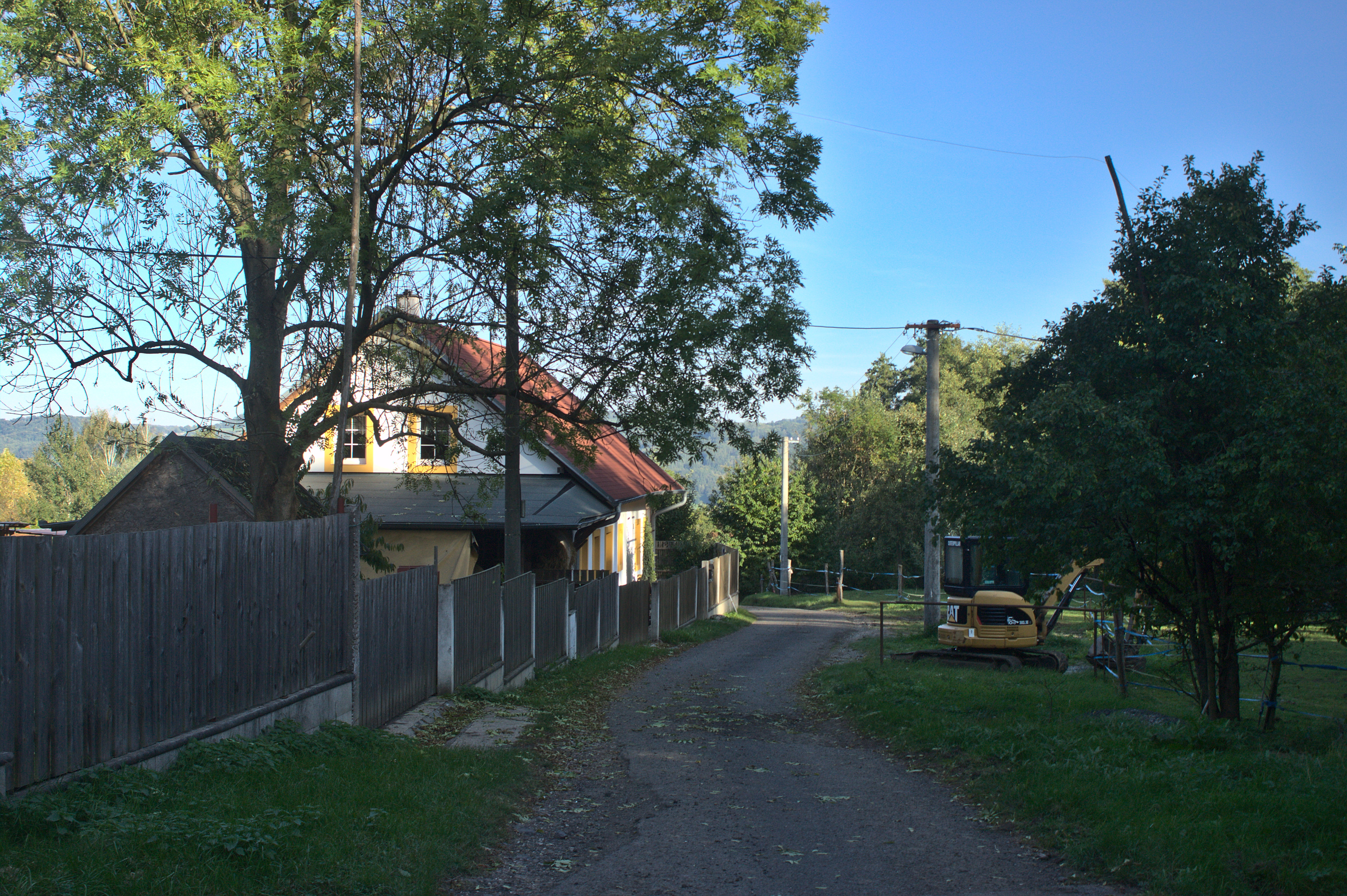
Dorfstraße in Nová Bohyně, 2021

Nová Bohyně (deutsch Neu Bohmen, auch Neu-Bohmen oder Kokisch) ist ein Ortsteil der Gemeinde Malšovice im Okres Děčín in Tschechien. 

## Geografische Lage
Der Ort liegt südwestlich des Stadtzentrums von Děčín (Tetschen) in den nördlichen Ausläufern des Böhmischen Mittelgebirges linksseitig über dem Elbtal.

## Geschichte
Der Ortsname deutet auf eine tschechische Siedlung hin. Die urkundliche Ersterwähnung fand 1544 statt.
Ab 1938/39 lag Neu Bohmen im Reichsgau Sudetenland, Landkreis Tetschen, Regierungsbezirk Eger. Hier lebten im Jahre 1940 232 Einwohner.
1961 wurden Nová Bohyně gemeinsam mit Stará Bohyně, Borek, Hliněná, Choratice mit Nové Choratice nach Malšovice eingemeindet.